# Amaranthe (album)
Amaranthe – debiutancki album studyjny zespołu muzycznego Amaranthe. Wydawnictwo ukazało się 13 kwietnia 2011 roku nakładem wytwórni muzycznej Spinefarm Records. Nagrania zostały zarejestrowane pomiędzy 6 października, 4 grudnia 2010 roku w Jacob Hansen Studios w Danii i Amaranthe Metalmedia Studios w Szwecji.
Płyta była promowana teledyskami do utworów "Hunger", "Amaranthine" i "1.000.000 Lightyears".	

## Lista utworów
Opracowano na podstawie materiału źródłowego. 
| Nr  | Tytuł utworu              | Autorzy                                                | Długość |
| --- | ------------------------- | ------------------------------------------------------ | ------- |
| 1.  | „Leave Everything Behind” | Olof Mörck, Jake E Berg                                | 03:16   |
| 2.  | „Hunger”                  | Olof Mörck, Jake E Berg, Elize Ryd, Andreas Solveström | 03:11   |
| 3.  | „1.000.000 Lightyears”    | Olof Mörck, Jake E Berg, Elize Ryd, Andreas Solveström | 03:14   |
| 4.  | „Automatic”               | Olof Mörck, Jake E Berg, Elize Ryd, Andreas Solveström | 03:24   |
| 5.  | „My Transition”           | Olof Mörck, Jake E Berg                                | 03:47   |
| 6.  | „Amaranthine”             | Olof Mörck, Jake E Berg, Andreas Solveström            | 03:28   |
| 7.  | „Rain”                    | Olof Mörck, Jake E Berg                                | 03:42   |
| 8.  | „Call Out My Name”        | Olof Mörck, Jake E Berg                                | 03:15   |
| 9.  | „Enter the Maze”          | Olof Mörck, Jake E Berg                                | 04:03   |
| 10. | „Director's Cut”          | Olof Mörck, Jake E Berg                                | 04:47   |
| 11. | „Act of Desperation”      | Olof Mörck, Elize Ryd                                  | 03:02   |
| 12. | „Serendipity”             | Olof Mörck, Jake E Berg, Elize Ryd, Andreas Solveström | 03:25   |
|     |                           |                                                        | 42:34   |